# Brandon Vazquez
Brandon Vázquez Toledo (San Diego, California, Estados Unidos, 14 de octubre de 1998) es un futbolista mexicano-estadounidense. Juega como delantero y su equipo es el Austin F.C de la Major League Soccer (MLS). Es internacional absoluto de la selección de Estados Unidos.

## Trayectoria

### Atlanta United
Vázquez firmó con el club de expansión de la Major League Soccer, Atlanta United, en diciembre de 2016 antes de su temporada inaugural. 
El 22 de abril de 2017, Vazquez jugó en su primer partido competitivo de la MLS, entró como suplente ante el Real Salt Lake y anotó un gol en el último minuto del tiempo de descuento.

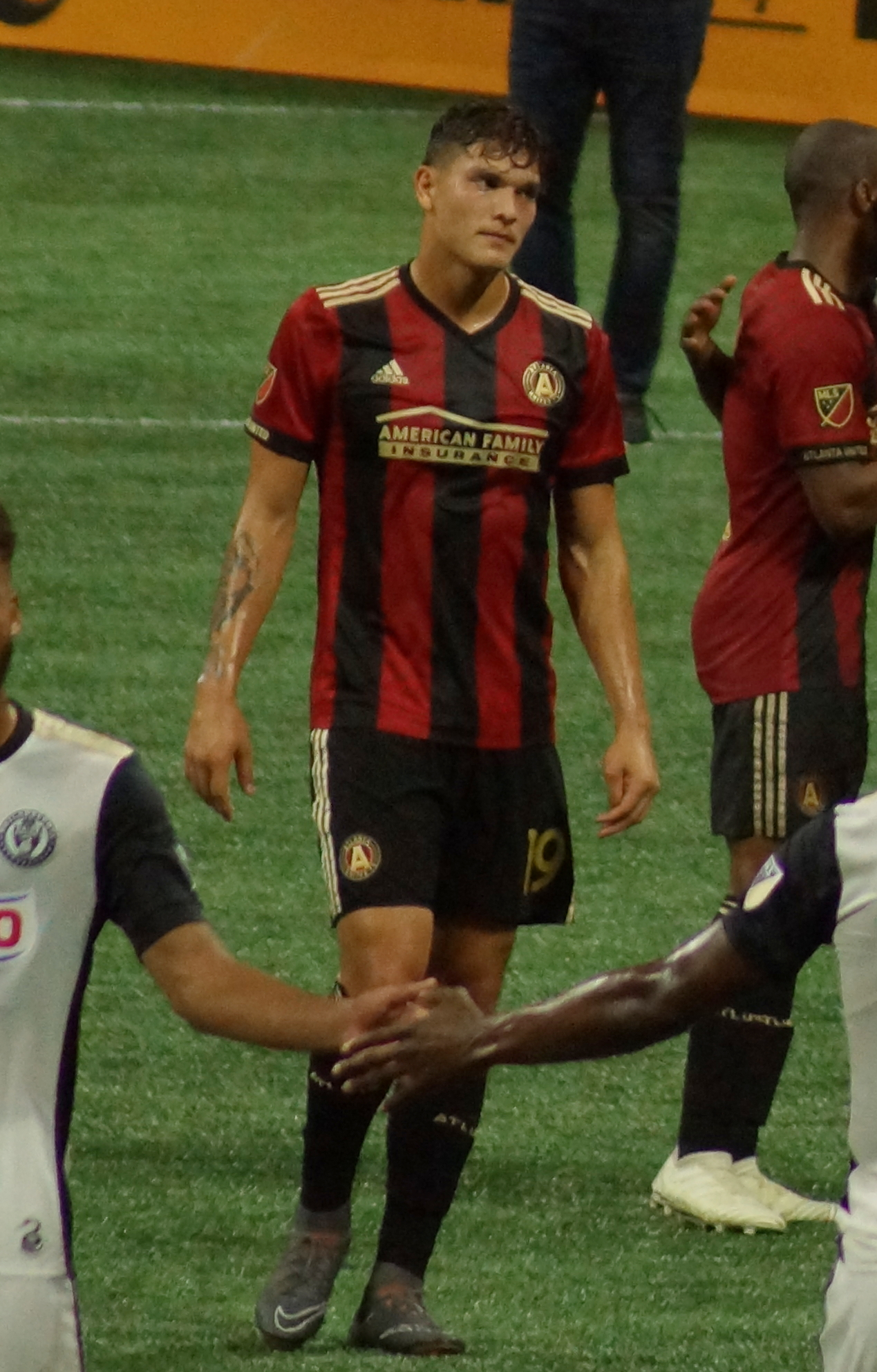
Brandon Vazquez después del partido de Atlanta United el 2 de junio de 2018.

En sus dos primeras temporadas con el club, bajo el mando de Tata Martino, Vazquez se desplegó como extremo en lugar de su posición natural de liderar la línea. Como reserva, Vazquez hizo 21 apariciones y anotó un gol en esas dos temporadas, que culminaron con el Atlanta ganando el título de la MLS Cup en 2018. 
Después de anotar 4 goles en sus 2 juegos anteriores, Vazquez obtuvo su primer inicio en la MLS el 26 de junio de 2019, en una derrota por 2-3 ante el Toronto FC.

### F. C. Cincinnati
El 19 de noviembre de 2019, Vazquez fue seleccionado por Nashville S. C. en el Draft de Expansión de la MLS 2019. Posteriormente fue traspasado al FC Cincinnati a cambio de $150,000 en dinero de asignación específica.
Después de aparecer principalmente como suplente, Vazquez hizo su gran avance en la temporada 2022 . Vazquez abrió la temporada como titular indiscutible por primera vez en su carrera. Después de dos malos resultados, Cincinnati derrotó al Orlando City S. C. con una victoria por 2-1 gracias a su doblete. El primer gol fue un remate bien ejecutado tras una carrera de corte perfectamente sincronizada entre los centrales , el segundo un cabezazo desviado en un centro. La semana siguiente, Vazquez registró otro doblete y agregó una asistencia en la victoria por 3-1 sobre Inter de Miami. En el minuto 24, se levantó para ganar un centro, superando a los defensores y al portero al balón. Su gol seguro, otro cabezazo, selló victorias consecutivas para Cincinnati. Brandon Vazquez ya ha establecido el récord de más goles en una sola temporada en la historia del F. C. Cincinnati.  El 3 de agosto, Vazquez fue seleccionado para el Juego de las Estrellas de la Major League Soccer de 2022 como reemplazo del delantero Valentín Mariano Castellanos, quien fue cedido por NYCFC al Girona F. C. de LaLiga después de formar parte de la lista original de 2022. Vazquez se convirtió en el segundo jugador de F. C. Cincinnati en ser seleccionado para una lista de estrellas de la MLS, después de su compañero de equipo en el mediocentro ofensivo Luciano Acosta ya había sido elegido para el enfrentamiento de 2022 contra el All-Stars de la Liga MX.

### C. F. Monterrey
En diciembre de 2023 se anunció el traspaso del jugador al Monterrey. En su torneo de debut, en el Clausura 2024, anotó 10 goles en 27 partidos.

## Selección nacional
Ha representado a Estados Unidos a nivel juvenil, pero también ha sido convocado por México. Formó parte del equipo sub-17 de Estados Unidos para el Campeonato Sub-17 de la Concacaf de 2015, jugando en cuatro partidos en el torneo.
Luego, Vázquez fue incluido en el equipo de Estados Unidos para la Copa Mundial de Fútbol Sub-17 de 2015. Jugó en dos de los tres partidos de la fase de grupos, anotando contra Croacia sub-17 y Chile sub-17 cuando el equipo terminó último en su grupo y no pudo avanzar desde la fase de grupos. También ha jugado para los Estados Unidos en los niveles sub-19 y sub-20.
Fue convocado para la selección mayor de los Estados Unidos el 1 de enero de 2023, contra la selección de Serbia, donde anotaría gol en la derrota de 2-1. Meses después llegaría su primera convocatoria en competencias oficiales en la Copa Oro 2023. En la misma anotaría 3 goles y llegaría a la semifinal contra la selección de Panamá, pero perdería en 5-6 por la vía de los penales.
Brandon ya no puede representar a la selección mexicana debido a que jugo con los Estados Unidos en competencias oficiales.

## Estadísticas

### Clubes
Actualizado al último partido disputado el 21 de mayo de 2025.
| Club                                | Div.          | Temporada     | Liga  | Liga  | Liga   | Copas nacionales | Copas nacionales | Copas nacionales | Copas internacionales | Copas internacionales | Copas internacionales | Total | Total | Total  |
| Club                                | Div.          | Temporada     | Part. | Goles | Asist. | Part.            | Goles            | Asist.           | Part.                 | Goles                 | Asist.                | Part. | Goles | Asist. |
| ----------------------------------- | ------------- | ------------- | ----- | ----- | ------ | ---------------- | ---------------- | ---------------- | --------------------- | --------------------- | --------------------- | ----- | ----- | ------ |
| Tijuana · México                    | 1.ª           | 2016-17       | —     | —     | —      | 1                | 0                | 0                | —                     | —                     | —                     | 1     | 0     | 0      |
| Tijuana · México                    | Total club    | Total club    | —     | —     | —      | 1                | 0                | 0                | —                     | —                     | —                     | 1     | 0     | 0      |
| Atlanta United F. C. Estados Unidos | 1.ª           | 2017          | 13    | 1     | 1      | 2                | 2                | 1                | —                     | —                     | —                     | 15    | 3     | 2      |
| Atlanta United F. C. Estados Unidos | 1.ª           | 2018          | 8     | 0     |        | 2                | 0                |                  | —                     | —                     | —                     | 10    | 0     | 0      |
| Atlanta United 2 Estados Unidos     | 2.ª           | 2018          | 5     | 2     | 0      | —                | —                | —                | —                     | —                     | —                     | 5     | 2     | 0      |
| Atlanta United 2 Estados Unidos     | 2.ª           | 2019          | 6     | 3     | 1      | —                | —                | —                | —                     | —                     | —                     | 6     | 3     | 1      |
| Atlanta United 2 Estados Unidos     | Total club    | Total club    | 11    | 5     | 1      | —                | —                | —                | —                     | —                     | —                     | 11    | 5     | 1      |
| Atlanta United F. C. Estados Unidos | 1.ª           | 2019          | 11    | 2     | 2      | 3                | 4                | 0                | —                     | —                     | —                     | 14    | 6     | 2      |
| Atlanta United F. C. Estados Unidos | Total club    | Total club    | 32    | 3     | 2      | 7                | 6                | 1                | —                     | —                     | —                     | 39    | 9     | 4      |
| F. C. Cincinnati Estados Unidos     | 1.ª           | 2020          | 19    | 2     | 2      | —                | —                | —                | —                     | —                     | —                     | 19    | 2     | 2      |
| F. C. Cincinnati Estados Unidos     | 1.ª           | 2021          | 31    | 4     | 3      | —                | —                | —                | —                     | —                     | —                     | 31    | 4     | 3      |
| F. C. Cincinnati Estados Unidos     | 1.ª           | 2022          | 35    | 19    | 8      | 1                | 0                | 0                | 1                     | 1                     | 0                     | 37    | 20    | 8      |
| F. C. Cincinnati Estados Unidos     | 1.ª           | 2023          | 33    | 9     | 2      | 4                | 3                | 0                | 3                     | 5                     | 0                     | 40    | 17    | 2      |
| F. C. Cincinnati Estados Unidos     | Total club    | Total club    | 118   | 34    | 15     | 5                | 3                | 0                | 4                     | 6                     | 0                     | 127   | 43    | 15     |
| C. F. Monterrey · México            | 1.ª           | 2023-24       | 19    | 6     | 0      | —                | —                | —                | 8                     | 4                     | 0                     | 27    | 10    | 0      |
| C. F. Monterrey · México            | 1.ª           | 2024-25       | 19    | 4     | 1      | —                | —                | —                | 2                     | 0                     | 0                     | 21    | 4     | 1      |
| C. F. Monterrey · México            | Total club    | Total club    | 38    | 10    | 1      | —                | —                | —                | 10                    | 4                     | 0                     | 48    | 14    | 1      |
| Austin FC Estados Unidos            | 1.ª           | 2025          | 13    | 4     | 0      | 2                | 3                | 1                | 0                     | 0                     | 0                     | 15    | 7     | 1      |
| Austin FC Estados Unidos            | Total club    | Total club    | 13    | 4     | 0      | 2                | 3                | 1                | 0                     | 0                     | 0                     | 15    | 7     | 1      |
| Total carrera                       | Total carrera | Total carrera | 212   | 56    | 19     | 15               | 9                | 2                | 14                    | 10                    | 0                     | 241   | 78    | 22     |

## Vida privada
El 12 de diciembre de 2022, Vázquez se casó con Jessica Fleck, con quien comenzó a salir durante su segunda temporada en la MLS con Atlanta United.

## Palmarés

### Campeonatos nacionales
| Título                 | Equipo              | País           | Año  |
| ---------------------- | ------------------- | -------------- | ---- |
| MLS Conferencia Este   | Atlanta United F. C | Estados Unidos | 2018 |
| MLS Cup                | Atlanta United F. C | Estados Unidos | 2018 |
| U.S. Open Cup          | Atlanta United F. C | Estados Unidos | 2019 |
| MLS Supporters' Shield | F. C. Cincinnati    | Estados Unidos | 2023 |

### Distinciones individuales
| Distinción   | Año  |
| ------------ | ---- |
| MLS All-Star | 2022 |
| MLS Best XI  | 2022 |